# Union Township (comté de Madison, Iowa)
Pour les articles homonymes, voir Union Township.
Union Township est un township du comté de Madison en Iowa, aux États-Unis,.
Il est fondé en 1849.

### Source de la traduction
- (en) Cet article est partiellement ou en totalité issu de l’article de Wikipédia en anglais intitulé « Union Township, Madison County, Iowa » (voir la liste des auteurs).